# Martin Edzodzomo-Ela
Martin Edzodzomo-Ela, psaný také jako Martin Edzodzomo Ela nebo Martin Edzodzomo Ella, je gabonský ekonom a politik. Je autorem několika knih a článků, v nichž obhajoval demokratické reformy v Gabonu. Jeho spolupráce s gabonskou opozicí vedla v 70. letech 20. století k jeho odvolání z pozice vysoce postaveného bankéře. V roce 1998 kandidoval v prezidentských volbách jako nezávislý kandidát.

## Životopis
Edzodzomo-Ela získal titul PhD v oboru ekonomie. V letech 1975 až 1979 působil jako bankéř v bance Paribas-Gabon, ovšem kvůli své opozici proti režimu prezidenta Omara Bonga byl propuštěn. Od 70. letech 20. století byl prominentním členem prodemokratické gabonské opozice. V roce 1998 kandidoval v prezidentských volbách jako nezávislý kandidát. Podle oficiálních výsledků ve volbách získal 0,49 % hlasů.
Je autorem řady knih o politické, ekonomické a sociální situaci v Gabonu, včetně knihy věnující se gabonské demokracii na počátku 90. let 20. století a politického manifestu týkajícího se budoucnosti Gabonu. Přispíval také novinářskými články do francouzských afrických publikací jako Libreville news nebo Cameroun Web a poskytl také rozhovory médiím jako Courier des Afriques a Gabon Review. Většina jeho politických komentářů se věnovala důsledkům systému zavedeného Omarem Bongem, o nichž Edzodzomo-Ela tvrdil, že jsou v rozporu s demokracií a spravedlivými volbami.
Jeho dcera Danièle Obono se narodila v Libreville a v roce 2017 byla zvolena do francouzského Národního shromáždění, ve kterém zastupuje 17. pařížský volební obvod za La France insoumise.